# イエス人民党
イエス人民党（Yes People's Party）は、ガーナの政党。2012年結党。アンニン＝コフィ・アッドが党首。事務所はダンソマンに所在し、支所はアクラに位置する。2012年にガーナ選挙委員会に承認された。その後は南部ケツ選挙区で、候補者としてカレッジ・クワメ・メンサハ・アズマを擁立したが、敗北した。2016年ガーナ総選挙では候補者の擁立さえできなかった。
党のイメージカラーは金色・メタリックブラック・赤の3色。党のシンボルには家・トウモロコシ・山芋・魚が描かれている。